# Roberto Bortoluzzi
Roberto Bortoluzzi (Portici, 28 gennaio 1921 – Genova, 5 novembre 2007) è stato un giornalista, conduttore radiofonico, e radiocronista sportivo italiano.

## Biografia
Progettista della sede EIAR di corso Sempione a Milano, intraprende la carriera giornalistica, iniziando a lavorare all'EIAR - di lì a poco Rai - nel 1944, come speaker di moltissimi servizi di cronaca per il Giornale Radio Rai.
Passato in seguito alla redazione sportiva, nei primi anni cinquanta condusse le rubriche Le manifestazioni sportive di domani, Anteprima sport e Sala Stampa Sport e nel 1952 segue da inviato radiofonico, con Vittorio Veltroni, Nicolò Carosio, Guglielmo Moretti e altri, i VI Giochi olimpici invernali di Oslo e i Giochi della XV Olimpiade di Helsinki. Due anni dopo segue come inviato i Campionati del Mondo di Calcio in Svizzera. In seguito collabora con Nicolò Carosio e Nando Martellini, che si alternavano nelle radiocronache del secondo tempo delle partite del campionato di calcio, per passare i risultati finali delle altre partite della giornata. Fu lì che ebbe per primo l'idea di coordinare il tutto da uno studio centrale in tempo reale con diversi inviati dai campi di gioco.
L'idea viene perfezionata insieme a Guglielmo Moretti, Sergio Zavoli e Giorgio Boriani, e nasce così Tutto il calcio minuto per minuto. Dal 10 gennaio 1960 al 21 giugno 1987 Bortoluzzi conduce per 27 anni, 5 mesi e 11 giorni consecutivi – un record ancora imbattuto per una trasmissione radiofonica italiana – la trasmissione che gli darà indiscussa popolarità. Insieme a radiocronisti, come Enrico Ameri, Sandro Ciotti, Claudio Ferretti, Alfredo Provenzali, Beppe Viola, Massimo Valentini, Ezio Luzzi, Enzo Foglianese e tanti altri contribuisce in maniera decisiva al successo della trasmissione.
Nel 1987 va in pensione e viene sostituito da Massimo De Luca (il quale cederà il testimone ad Alfredo Provenzali nel 1992). Persona schiva e riservata, in televisione compare pochissime volte; da segnalare la partecipazione, nel 1984, insieme a tutte le voci storiche della trasmissione, nel programma di Renzo Arbore Cari amici vicini e lontani e da Aldo Biscardi ne Il processo del lunedì per ritirare un premio alla carriera.
Il 12 gennaio 2003, in occasione del 43º anniversario del programma, venne ospitato in diretta da Alfredo Provenzali a inizio di trasmissione, dove fece il suo ultimo intervento radiofonico.

### Morte
Il 5 novembre 2007 muore a Genova, nel quartiere Nervi, dove era andato a vivere negli ultimi anni. Si è spento nello stesso giorno in cui è mancato anche l'ex calciatore ed allenatore svedese Nils Liedholm.
Domenica 13 gennaio 2008, Alfredo Provenzali introduce la trasmissione con la memoria del giornalista scomparso due mesi prima facendo riascoltare la sua voce andata in onda nella puntata di Tutto il calcio minuto per minuto del 7 marzo 1971.
La sua voce la si ascolta anche nei film Sistemo l'America e torno (1974) di Nanni Loy, Il letto in piazza (1976) di Bruno Gaburro e Al bar dello sport (1983) di Francesco Massaro.